# 붉은 10월 (영화)
《붉은 10월》(영어: The Hunt for Red October)은 1990년 공개된 미국의 잠수함 첩보 스릴러 영화이다. 톰 클랜시가 1984년에 펴낸 동명 소설이 원작이며, 존 맥티어넌이 연출하였다. 숀 코너리, 앨릭 볼드윈 등이 출연하였다.

## 줄거리
1984년 11월 소련의 최신 타이푼급 전략원잠 "붉은 10월"호가 새롭게 장착한 추진 장치의 테스트 훈련을 위해 북쪽 무르만스크항 근처 폴랴르니 해협을 떠난다. 그러나 붉은 10월호는 계획된 작전을 무시하고 예정된 항로를 벗어나더니 수동 음향 탐지에 거의 감지가 되지 않는 새 추진 장치의 이점을 이용해 잠적하고, 이는 함장인 라미우스와 부함장의 미국 망명을 위한 계획으로 드러난다. 곧 배신을 눈치챈 소련의 추격단과 이런 소련 잠수함들의 수상한 움직을 감지한 미국 해군 소속 로스앤젤레스급 잠수함 댈러스까지 합세하면서 붉은 10월호와 양국 잠수함들 간의 숨막히는 추격전이 시작된다.

## 출연
- 숀 코너리 - 마르코 라미우스 대령 역
- 앨릭 볼드윈 - 잭 라이언 역: 미국 중앙정보국(CIA) 정보 분석가.
- 조스 애클런드 - 안드레이 리센코 역
- 팀 커리 - 예브게니 페트로프 의사 역
- 피터 퍼스 - 이반 푸틴 대위 역: 정치지도원.
- 스콧 글렌 - 바트 맨쿠소 중령 역: 댈러스 함장.
- 제임스 얼 존스 - 제임스 그리어 중장 역: CIA 부국장.
- 제프리 존스 - 스킵 타일러 역
- 리처드 조던 - 제프리 펠트 미국 국가안보보좌관 역
- 샘 닐 - 바실리 보로딘 중령 역
- 스텔란 스카르스고르드 - 빅토르 투폴레프 중령 역
- 프레드 톰프슨 - 조슈아 페인터 소장 역
- 코트니 B. 밴스 - 로널드 "존지" 존스 하사관 역
- 토머스 아라나 - 이고르 로기노프 역: 소련 군사 정보 총국(GRU) 요원.
- 티머시 카하트 - 빌 스타이너 소령 역
- 대니얼 데이비스 - 찰리 대븐포트 대령 역
- 릭 두커먼 - C-2 그레이하운드 조종사 역
- 앤서니 펙 - "토미" 톰프슨 소령 역
- 네드 본 - 수병 보먼트 역
- 게이츠 맥패든 - 캐럴라인 라이언 의사 역

## 기타 제작진
- 배역: 어맨다 매키 존슨
- 미술: 테런스 마시
- 특수 효과: 스티브 벡

## 우리말 녹음
KBS 성우진 (1996년 9월 28일)
- 유강진 - 라미우스 (숀 코너리)
- 이정구 - 잭 라이언 (앨릭 볼드윈)
- 송두석 - 바트 맨쿠소 (스콧 글렌)
- 박상일 - 제임스 그리어 (제임스 얼 존스)
- 엄주환 - 바실리 보로딘 (샘 닐)
- 유해무 - 로널드 존스 (코트니 B. 밴스)
- 장승길 - 빅토르 (스텔란 스카르스고르드) / 푸틴 (피터 퍼스)
- 유동현 - 페트로프 (팀 커리)
- 김태연
- 온영삼
- 이근욱
- 노민
- 서문석
- 이재용
- 홍승섭
- 김희선